# Berglind Ásgeirsdóttir
Sigríður Berglind Ásgeirsdóttir, née le 15 janvier 1955 à Ólafsvík, est une femme politique et diplomate islandaise. Elle est ambassadrice d'Islande auprès de la fédération de Russie depuis 2016. 

## Biographie
Berglind est secrétaire générale du Conseil nordique de 1996 à 1999 et secrétaire générale du ministère des Affaires sociales en Islande de 1988 à 1996 et de 1999 à septembre 2002, date à laquelle elle devient secrétaire générale déléguée de l'OCDE, avec parmi ses responsabilités l'éducation, la santé, le travail, la politique sociale ainsi que la communication publique.
À partir d'août 2006, Berglind est à la tête du bureau des échanges commerciaux du ministère des Affaires étrangères islandais.
En 2011, elle devient ambassadrice d'Islande accréditée en France, en Italie, Espagne, Andorre, Algérie, à Djibouti, au Maroc et en Tunisie.
En 2016, elle devient ambassadrice auprès de la fédération de Russie.
Elle est l'épouse de Finnbogi Jonsson, et a trois enfants.

## Sources
- Biographie de Mme Ásgeirsdóttir sur le site de l'OCDE
- CV de Berglind Ásgeirsdóttir sur le site de l'État Islandais